# Far Cry (videojuego)
Far Cry es un videojuego de disparos en primera persona (FPS) de la compañía de videojuegos Crytek y distribuido por Ubisoft, editado para PC, y después (pero con el nombre Far Cry Instincts) en Xbox, y por último, con el nombre Farcry Classic, en PlayStation 3 y Xbox 360 (jugable en Xbox One mediante la retrocompatibilidad). Dispone de un modo multijugador en línea y de una aventura en modo individual, aunque en su última versión son dos las campañas para un jugador. El videojuego fue presentado en el E3 2004, y cosechó muy buenas críticas en aspectos como el apartado gráfico o la inteligencia artificial.

## Argumento

##### La llegada a las Islas
Un tranquilo paseo por las islas de Micronesia dos años despues de la 2da guerra mundial. Adornada por sus preciosos paisajes y por los vehículos y fortificaciones abandonados por los japoneses tras su derrota en la Segunda Guerra Mundial. Ese paseo supuestamente se trataba de una exploración de los antiguos restos de las fortificaciones y cadáveres de soldados japoneses. Valerie Constantine es nuestra exploradora, que no solo se quedó impactada por las construcciones derruidas y objetos oxidados sino por algo totalmente diferente que sucedía en esa isla. Valerie resulta ser una espía e intenta averiguar qué sucede en esa isla. Por casualidad se encuentra a Jack Carver, un soldado de élite que se ha retirado, para vivir tranquilamente en una zona de la Micronesia (Pacífico del Sur) y cuyo trabajo es alquilar botes. Entonces Valerine no solo alquila el bote sino que también le contrata para explorar una isla de la región. El Yate "MEDUSA" está listo y preparado para salir llega a alcanzar la isla que Valerine deseaba explorar, ella salió a pasear con una moto de agua para acercarse y observar. La gran cantidad de mercenarios y fuerzas especiales en las orillas eran para que protegieran la isla de cualquier intruso, además era tomado como una orden de los altos mandos: "Si ven Actividad Sospechosa Actúen" y por eso al acercarse son atacados desde la isla con un lanzacohetes, cuyo cohete impacta en el lado derecho del barco, haciendo que este vuele por los aires. Jack cae al agua y ve que en la isla en la que se encontraba había algunas especies de monstruos en la isla(que ya hablaremos de ellos más adelante),entonces dirigiéndose a una cueva que sirvió como búnker para los japoneses y casi fue alcanzado por una granada lanzada al agua haciendo que Jack quede atrapado en la cueva. Allí comienza la aventura en la Isla Infernal donde tiene que sobrevivir. Afortunadamente, al salir se encuentra un radiotransmisor portátil. Harlan Doyle, un científico destacado, contactó a Jack Carver por radio y le ofrece ayuda para sobrevivir, indicándole los objetivos en todas las misiones con tal de rescatar a Valerine y también de desbaratar los planes del Científico Jefe Krieger.

##### Far Cry Project
El Doctor Krieger, un importante científico destacado en la biología e ingeniería genética y mecánica decide realizar un gran proyecto de nombre "Far Cry Project". Su plan consistía en crear una raza nueva de especímenes con cualidades superhumanas como resistencia, inteligencia, rapidez y agudizados sentidos básicos. Para evitar que su proyecto fuera descubierto decide llevarlo a cabo en una isla lejos de rutas comerciales, otorgándole privacidad al proyecto. Rápidamente comenzó a contratar personal científico y de seguridad. El Coronel Richard Crowe, un rudo y robusto personaje, era el encargado de controlar los sistemas de seguridad de la isla. Él fue quien dio la orden de capturar y eliminar a Jack usando un equipo de seguridad formado por tres tipos de personajes: mercenarios, operarios mecánicos y las conocidas como Fuerzas Especiales Krieger. Mientras tanto los científicos se encargaban de crear una cepa llamada "El Suero de Trigeno", la cual contiene sustancias radioactivas y el ADN de Krieger. Para que el plan de Krieger diera frutos debió obtener primates para usarlos en las pruebas. Cuando aplicaron el suero a los primates estos comenzaron a transformarse en especímenes de enormes dientes y garras, todos los órganos de los sentidos receptores crecieron, perdieron su pelaje, su fuerza se triplicó y comenzaron a actuar con brutal agresividad. Tanto fue así que tuvieron que ser encerrados para que no atacaran al personal del proyecto. Pero Krieger no sólo experimentó con animales, sino también con humanos con consecuencias similares a las de los primates. En esos experimentos se crearon seres de enormes garras, con habilidad para saltar, hacer piruetas y hacerse invisibles. Además tenían la capacidad de utilizar armas de fuego como los mercenarios. También había otros trigenos, pero de enorme tamaño que estaban armados con lanzacohetes en sus antebrazos.

##### Ataque a las comunicaciones y al sistema de seguridad principal
Se produjo un ataque al sistema de comunicaciones central de la isla, para que Doyle y Carver se comunicaran con seguridad y también para incomunicar a los cuerpos de seguridad de las islas. Esta operación fue tan peligrosa que no solo desactivó las comunicaciones sino que también dañó el sistema de seguridad de las jaulas de los trigenos, ocasionando la fuga de todos los especímenes de sus jaulas. Sedientos de sangre y hambrientos de carne humana, no solo se convierten en enemigos de Carver sino también de los mercenarios. Afortunadamente en medio del caos, Jack finalmente encuentra a Valerie y juntos siguen las órdenes de Doyle con el fin de detener el Proyecto. 

##### El Final
Crowe es un gran obstáculo para Jack, y la mejor forma de detenerlo es aniquilarlo. Cuando Jack lo elimina se encuentra a Valerie y de allí se dirigen a la fábrica donde arman el dispositivo, localizan el antídoto y escapan del complejo. Sin embargo tras volar por los aires la fábrica, la onde expansiva les golpea por detrás haciéndoles quedar desmayados. Tras despertar, Jack se encuentra en el Blackhawk de Krieger y a Valerie la capturan de nuevo. Jack queda perdido en la isla infectada de mutantes. Aunque se habían inyectado el antídoto, descubren que su piel está cambiando a un tono verde y que, por tanto, están mutando igualmente. Doyle ayuda a Jack a escapar para dirigirse al volcán donde queda la sede principal de la Corporación. Allí Jack localiza a Krieger y lo mata, pero al morir Krieger revela por un lado que su Proyecto buscaba en realidad crear un avance en la genética aunque este fue destruido por Doyle, y por otro que el mutágeno solo actúa si se inyecta de forma subcutánea, lo cual les lleva a deducir que el supuesto antídoto que Doyle les hizo ponerse era en realidad el mutágeno. Doyle utilizó a Jack y a Valerie para destruir a Krieger pero también quiso quitarlos de en medio. Doyle, poseedor del antídoto, se lo niega a Jack y a Valerie. Sin embargo Jack termina por matar a Doyle recuperando así el antídoto, tras lo cual activa el sistema de autodestrucción del estabilizador del volcán para destruir la isla al tiempo que consigue escapar junto a Valerie en un barco. Después en el barco le inyecta el antídoto y se curan.

## Armamento
- Pistolas: Desert Eagle
- Subfusiles: P90, MP5
- Escopetas: Pancor Jackhammer
- Rifle de asalto: Carabina M4, XM29 OICW, Heckler & Koch G36
- Rifle de francotirador: Arctic Warfare
- Ametralladora ligera: M249
- Lanzacohetes: M202 FLASH

## Gráficos
El juego fue desarrollado con el motor "CryEngine" de la empresa alemana Crytek. El motor permite detallar grandes escenarios, de un solo acceso y con bajos tiempos de carga. Gráficamente, el juego hace uso extensivo de los sombreadores de píxeles. Por ejemplo, los shaders se utilizan con frecuencia en todo los niveles para recrear el agua obteniendo un efecto significativo sobre la calidad visual. Con la publicación del parche 1,3 se introdujeron efectos HDR (Alto Rango Dinámico) en el CryEngine. Sólo pueden ser habilitados con una tarjeta gráfica que soporte Shader Model 3.0 en adelante.

## Juego
En su momento, GameSpot aplaudió la larga duración de Far Cry en el modo de un solo jugador, calificándolo como una rareza entre los FPS de esos días. El juego se destaca por su estructura de composición abierta, con una multitud de maneras de completar un determinado objetivo.

## Secuela
En octubre de 2008 fue publicado Far Cry 2, el cual no sigue la línea argumental de su predecesor, ya que abandona la temática de ciencia ficción, para centrarse en una historia localizada en África, también dejando de lado al protagonista de la primera entrega. El desarrollo estuvo a cargo de Ubisoft, sin la participación de Crytek Labs.